# 목적범
목적범(目的犯, Absichtsdelikte)이란 객관적 행위사실외 어떤 특수한 목적 내지 의도를 초과적 구성요건으로 규정한다. 특수한 목적 내지 의도 없이 행위를 했다면, 법문에 규정된 행위라 하더라도 범죄는 성립하지 않는 것으로 본다. 목적과 고의 및 동기와 엄밀히 구별된다.

## 예
- 통화위조죄
- 문서위조죄

## 같이 보기
- 경향범
- 표현범

## 참고 문헌
- 손동권, 『체계적 형법연습』, 율곡출판사, 2005. (ISBN 8985177915)